# 1-羟基-2,2,6,6-四甲基哌啶
1-羟基-2,2,6,6-四甲基哌啶是一种有机化合物，化学式为C5H6(CH3)4NOH，常温常压下为白色固体，被归类为羟胺。作为流行的自由基四甲基哌啶氧化物的还原衍生物，该化合物引起了人们的兴趣。它是个弱碱。